# Ko Lai Chak
Ko Lai Chak (Chancheng, 10 de maio de 1976) é um ex-mesa-tenista de Hong Kong. 

## Carreira
Ko Lai Chak representou seu país nos Jogos Olímpicos de 2004, na qual conquistou a medalha de prata em duplas. 